# Otto Erdmann (chef décorateur)
Otto Erdmann (né le 17 décembre 1898 à Berlin, mort le 23 janvier 1965 dans la même ville) est un chef décorateur allemand.

## Biographie
Erdmann étudie d'abord à l'école des arts appliqués de Berlin et à l'université des arts de Berlin avant de faire ses débuts au cinéma en 1921 en tant qu'assistant architectural auprès de Paul Leni.
Deux ans plus tard, Erdmann commence à travailler comme architecte en chef aux côtés de Hans Sohnle, avec qui il travaille en équipe pendant les 15 années suivantes. Il conçoit les décors pour des films de divertissement assez différents, pour la plupart peu ambitieux. Seuls ses décors pour Lumière dans la nuit (de), adaptation par Helmut Käutner de la nouvelle Les Bijoux de Guy de Maupassant, qui met à l'écran le monde de la bourgeoisie parisienne et ses salons de la Belle Époque, se distinguent artistiquement.
Au début de la Seconde Guerre mondiale, Erdmann crée les décorations de deux films de propagande nazie anti-britannique de Max W. Kimmich (Le Renard de Glenarvon, Ma vie pour l'Irlande). Quelques années après la fin de la guerre, il travaille pour la DEFA pour plusieurs films de propagande manifestement pro-communistes.
Erdmann vient en Allemagne de l'Ouest en 1956, où il limite ses compétences créatives à des productions de second ordre (films de guerre, policiers et mélodrames).

## Filmographie
- 1923 : Der Wetterwart (de)
- 1924 : Horrido
- 1924 : Mère et fils (de)
- 1924 : Das Mädel von Capri
- 1924 : Der gestohlene Professor
- 1924 : Prater
- 1924 : Die Frau im Feuer
- 1924 : Das goldene Kalb
- 1925 : Der Flug um den Erdball
- 1925 : La Rue sans joie
- 1925 : Schatten der Weltstadt
- 1925 : Le Braconnier
- 1925 : Die tolle Herzogin
- 1926 : Le Héros de la compagnie
- 1926 : Das Gasthaus zur Ehe
- 1926 : Fünf-Uhr-Tee in der Ackerstraße
- 1926 : Die dritte Eskadron
- 1926 : Wenn das Herz der Jugend spricht
- 1926 : Mikoschs letztes Abenteuer
- 1927 : Die Frau die nicht nein sagen kann
- 1927 : Die Hochstaplerin
- 1927 : Die leichte Isabell
- 1927 : Hallo Caesar! (de)
- 1927 : Glanz und Elend der Kurtisanen
- 1927 : Der Sprung ins Glück
- 1927 : Esclave blanche
- 1927 : Das Frauenhaus von Rio (de)
- 1927 : Die Stadt der tausend Freuden
- 1928 : Totte et sa chance
- 1928 : Orient
- 1928 : Die Sandgräfin
- 1928 : Looping de la mort
- 1928 : Wer das Scheiden hat erfunden
- 1928 : Scampolo
- 1928 : Die Dame und ihr Chauffeur
- 1928 : L'Enfer d'amour
- 1928 : Crise
- 1928 : Le Rouge et le Noir
- 1928 : Ein Mädel mit Temperament
- 1928 : Heures d'angoisse
- 1929 : Der Adjutant des Zaren
- 1929 : Mascottchen
- 1929 : Sensation im Wintergarten
- 1929 : Terre sans femmes
- 1929 : Le Meneur de joies
- 1930 : La Vie aventureuse de Catherine Ire de Russie
- 1930 : Alraune
- 1930 : Nur am Rhein
- 1930 : Vedettes (de)
- 1930 : Liebe im Ring
- 1931 : Das gelbe Haus des King-Fu
- 1931 : Meine Frau, die Hochstaplerin
- 1931 : Der Stumme von Portici
- 1931 : Das Ekel
- 1931 : On préfère l'huile de foie de morue
- 1931 : Ehe mit beschränkter Haftung
- 1932 : Der tolle Bomberg
- 1932 : Die grausame Freundin
- 1932 : Faut-il les marier ?
- 1932 : Scampolo, ein Kind der Straße
- 1932 : Un peu d'amour
- 1933 : Madame ne veut pas d'enfants
- 1933 : Die kleine Schwindlerin
- 1933 : Ein gewisser Herr Gran
- 1933 : Gipfelstürmer
- 1933 : Hans Westmar
- 1933 : Inge und die Millionen
- 1934 : Einmal eine große Dame sein
- 1934 : Der schwarze Walfisch
- 1934 : Un jour viendra
- 1934 : Ihr größter Erfolg
- 1935 : Mein Leben für Maria Isabell
- 1935 : Das Einmaleins der Liebe
- 1935 : Einer zuviel an Bord
- 1935 : Der höhere Befehl
- 1935 : Régine (de)
- 1935 : Wer wagt - gewinnt
- 1935 : Un homme de trop à bord
- 1936 : Escapade
- 1936 : Schabernack
- 1936 : Eine Frau ohne Bedeutung
- 1937 : Fridericus
- 1937 : Fremdenheim Filoda
- 1937 : Frauenliebe - Frauenleid
- 1938 : Das große Abenteuer
- 1938 : Wie einst im Mai
- 1938 : Un soir d'escale (de)
- 1938 : Eine Frau kommt in die Tropen
- 1939 : Ziel in den Wolken
- 1939 : Die Stimme aus dem Äther
- 1940 : Le Renard de Glenarvon
- 1941 : Ma vie pour l'Irlande
- 1941 : Je t'aimerai toujours
- 1941 : Das andere Ich (de)
- 1942 : Ein Windstoß (de)
- 1942 : L'Implacable Destin
- 1943 : Symphonie d'une vie
- 1943 : Lumière dans la nuit (de)
- 1944 : J'ai rêvé de toi (de)
- 1944 : Das Konzert (de)
- 1944 : Philharmoniker (de)
- 1946 : Irgendwo in Berlin (de)
- 1947 : Kein Platz für Liebe
- 1947 : Mariage dans l'ombre
- 1948 : Les Aventures de Monsieur Fridolin (de)
- 1948 : Das kleine Hofkonzert
- 1949 : Träum' nicht, Annette
- 1949 : Der Biberpelz
- 1950 : Die lustigen Weiber von Windsor (de)
- 1950 : Glück muß man haben (de)
- 1952 : Romance d'un jeune couple
- 1952 : Frauenschicksale (de)
- 1953 : Die Störenfriede (de)
- 1954 : Ernst Thälmann – Sohn seiner Klasse
- 1955 : Ernst Thälmann – Führer seiner Klasse
- 1956 : Thomas Müntzer – Ein Film deutscher Geschichte (de)
- 1956 : Mein Vater, der Schauspieler
- 1957 : Stresemann
- 1959 : Filles de proie (de)
- 1959 : Morgen wirst du um mich weinen
- 1959 : R.P.Z. appelle Berlin
- 1960 : Bataillon 999
- 1960 : Division Brandenburg (de)
- 1961 : Le Retour du docteur Mabuse
- 1961 : Auf Wiedersehen